# フェデラル・シップビルディング・アンド・ドライドック

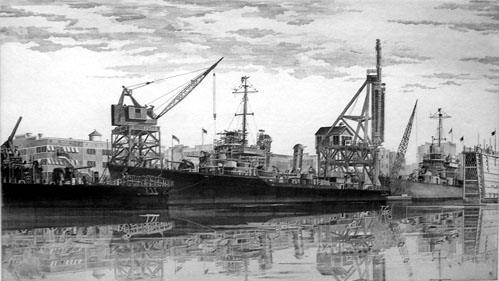
ドックで建造中の駆逐艦、1942年

フェデラル・シップビルディング・アンド・ドライドック・カンパニー (Federal Shipbuilding and Drydock Company) は、アメリカ合衆国の造船会社。ニュージャージー州カーニーのハッケンサック川西岸に位置し、1917年から1949年までUSスチールの子会社として操業した。第二次世界大戦中に同社は政府の緊急造船プログラムに従って軍艦を建造した。

## 主な建造艦

### 巡洋艦
- スポーケン (USS Spokane, CL-120)

### 駆逐艦
- カーニー (USS Kearny, DD-432)
- エリクソン (USS Ericsson, DD-440)
- ウォーラー (USS Waller, DD-466)
- ネルソン (USS Nelson, DD-623)
- スティーブンソン (USS Stevenson, DD-645)
- ソーン (USS Thorn, DD-647)
- イングラム (USS Ingraham, DD-694)
- チャールズ・S・スペリー (USS Charles S. Sperry, DD-697)
- コンプトン (USS Compton, DD-705)
- ソーレイ (USS Soley, DD-707)
- ウィリアム・R・ラッシュ (USS William R. Rush, DD-714)